# Dům čp. 46 (Jindřichov)
Dům čp. 46 s deštěnou stodolou je na katastrálním území Arnultovice obce Jindřichov v okrese Bruntál. Venkovský dům s barokním štítem z 18. století. Dne 18. listopadu 2002 byl Ministerstvem kultury České republiky prohlášen kulturní památkou Česka. Kulturní památku tvoří venkovský dům a deštěná stodola z 19. století.

## Popis
První písemná zmínka o domu pochází z roku 1759. Dům je samostatně stojící omítaná zděná přízemní částečně podsklepená stavba na půdorysu obdélníku postavena na kamenné podezdívce. Dům je orientován jižním štítovým průčelím k silnici. Eternitová střecha je sedlová. V jižním průčelí jsou čtyři okenní osy, je ukončeno korunní římsou, na kterou nasedá zděný horizontálně členěný barokní štít. Mezi korunní a štítovou římsou jsou dvě obdélná okna mezi nimiž je výklenek s obrazem Panny Marie. Po stranách jsou dva větrací otvory a v rozích štukové voluty. Horní části nad římsou je jedno okno. Severní štít je svisle bedněný s oknem, větracími otvory a dvířky na seno. Východní okapová fasáda má dvojí vstupy (hlavní dveře jsou dvoukřídlé) další tři otvory jsou do bývalých chlévů. Západní okapové průčelí je pětiosé.
Dispozice domu je trojdílná s dvoutraktovým uspořádáním. V původní černé kuchyni jsou dvě české placky na pasech. V interiéru je zachovaná rozměrná funkční pec. Podlahy jsou betonové a břidlicová dlažba. Na půdě je vestavěná obytná místnost s trámovým stropem a břidličnou dlažbou. Chlévy jsou zastropeny hřebínkovou klenbou, podlahy s břidlicovou dlažbou.

### Stodola
Deštěná stodola je postavena na vysoké podezdívce z lomového kamene na půdorysu obdélníku, s kamennou podlahou. Je příčně průjezdná a kolmo orientovaná k obytné budově, má sedlovou střechu krytou eternitem.